# 実況パワフルプロ野球ポータブル2
『実況パワフルプロ野球ポータブル2』（じっきょうぱわふるぷろやきゅうぽーたぶる2）はPlayStation Portableで2007年4月5日に発売されたプロ野球ゲーム。
2007年開幕時のデータに対応した実況パワフルプロ野球シリーズの作品。新たに新・段位認定モードやポタカ、ゲームシェアリング、無線LANから様々なアイテムをダウンロードする「つなゲッター」、野球ニュースをダウンロードする「野球情報リーダー」などPSPの機能を生かした数々の新要素が搭載されている。
PS2版『実況パワフルプロ野球13』『実況パワフルプロ野球13決定版<『実況パワフルプロ野球14』で作成した選手をパスワードで転送可能。また、『13決定版』からはUSBケーブルを使ってPS2とPSPを接続することでデータ転送が可能。

## 新要素

### 新アイテムカード「ポタカ」
新しいアイテムとして「ポタカ」というカードが追加されている。カードの種類は800種類以上で、絵柄はパワプロキャラのもの、実在選手のものがあり、「対戦」モードや「パワポタ通信」のつなゲッターなどによって入手できる。コレクションとしても楽しめるだけでなく、このカードを選手育成時に使うことで、選手の能力に追加ポイントとなる。

### つなゲッター
通信機能を使って街中にある無線LANアクセスポイントから「アイテムカード/ポタカ」を集めることが出来る新要素。これは『メタルギアソリッド ポータブル OPS』にあった「APスキャン」と同様のシステムを利用している。「おでかけガンダーくん」ではすれちがい通信を利用してポタカを交換することも。

### 新・段位認定モード
シナリオ形式で出題される問題をクリアすることでプレイヤーの実力を「段位」として認定するモード。問題は自動的に生成され無限にバリエーションが存在する。また、公式サイトからダウンロードすることも出来る。問題をクリアするごとにプレイヤーの段位が上がっていく。最大、億の位の段まである。

## モード
本作では全部で大きく8つのモードがある。じっくり遊べる「ペナント」モードの他にも携帯機ならではの手軽に遊べるモードが用意されている。
対戦
2人で通信対戦、あるいはCPUと対戦出来るモード。CPUの操作するチーム同士の対戦を観戦することもできる。本作からゲームシェアリングに対応し、PSPが2台あれば、ソフトが1本しかなくても対戦可能になった。初心者向けに操作を簡略化したルーキー設定も可能。
パワガチャ
簡単にオリジナル選手の作成が出来るモード。今回は新たにギャンブル性、戦略性を加えたモードが追加されている。ポタカを使うことで作成した選手の能力をさらにアップさせることも。
マイデータ
データを閲覧できるモード。配球記録や対戦成績などのプレイデータが記録される。新記録なども日付とともに記録され、それを閲覧することも可能。集めたポカタの閲覧や、自分のパワプロ段位も確認できる。
ペナント
全144試合のペナントレースを行うことができる。2007年より始まるセ・パ クライマックスシリーズにも対応。システムは『実況パワフルプロ野球13』のものを継承。試合は通常は自分でプレイするが、試合をスキップすることも可能。この時は選手の起用法やチームの方針などの采配をプレイヤーが決定する。この采配の方針が増えており「勝利の方程式」や「選手会長」を自分で決めることも出来る。ペナントは設定で最大で20年間行うことも可能で、シーズンオフにはドラフト会議による選手獲得も可能で、単なる野球アクション的な要素だけでなく、シミュレーションゲーム的な要素も入っている。
パワポタ通信
選手データや段位認定問題をダウンロードできるモード。新たに公式サイトから実際の野球ニュースをダウンロードできる野球情報リーダーを追加している。つなゲッターや「おでかけガンダー」なども。おでかけガンダーは犬のガンダーを使って他のプレイヤーとデータ通信でメッセージやポタカの交換ができるモード。「野球情報」ではネットからダウンロードした野球ニュースを見ることができる。
プレイアラカルト
- 段位認定 - 新・段位認定モード参照
- ホームラン競争 - 投手の投げるボールからホームランを何本打てるか競うモード。
- 練習 - 打撃練習、守備練習、投球練習、走塁練習、総合攻撃、総合守備と状況を選んで練習ができる。
- データあれこれ - データを交換したり、パスワードを入力したりできる。

アレンジ
作成した選手をチームに組み込んだり、各球団の選手を集めたりと、オリジナルのチームを作成するパワプロシリーズおなじみのモード。背番号やCPUが使用した場合の起用方針、選手の使用するバットやグラブの色や応援曲などの細部の設定もできる。
応援曲
応援時に流れるBGMを作成し、どの曲をどの選手の時に流すかの設定をするモード。曲は1000曲まで保存可能（メモリースティックの空き容量による）。応援曲はパスワード出力も可能なので他のプレイヤーとデータをやり取りすることも出来る。

## その他
- 『実況パワフルプロ野球13』のパスワード経由で入力をした場合に、作ったサクセス選手がでてこなく、時々ポタカカードや段位認定問題が出てくることがある。その場合、13の「データあれこれ」の「選手移動」を使って同じメモリーカードに失敗する選手をコピーしてから再度パスワードを出力すると回避できる。
- 有名選手および新外国人選手の中では以下の選手はデフォルトでは収録されていないが、公式サイトからダウンロード選手として追加配信されている。
  - オリックス
    - タフィ・ローズ（制作当時テスト生だった為）

  - 中日
    - 中村紀洋（制作当時テスト生だった為）

  - 巨人
    - ゴンザレス（制作当時未入団）